# James Rebhorn
James Rebhorn, född 1 september 1948 i Philadelphia i Pennsylvania, död 21 mars 2014 i South Orange i New Jersey, var en amerikansk skådespelare som medverkade i över 100 film-, teater- och TV-produktioner.
Han föddes i Philadelphia men växte huvudsakligen upp i Anderson, Indiana.
1992 drabbades James Rebhorn av hudcancer och den 21 mars 2014 avled han till följd av sjukdomen.

## Filmografi, i urval
- 1991 – Plymouth
- 1992 – Min kusin Vinny – George Wilbur
- 1992 – Het sand – Agent Flynn
- 1992 – En kvinnas doft – Mr. Trask
- 1992 – Lorenzos olja - Ellard Muscatine
- 1993 – Carlito's Way – distriktsåklagare Norwalk
- 1994 – Stora pengar – Fred Waters
- 1994 – Mer än plikten kräver – Howard Schaeffer
- 1994 – I Love Trouble – Mando, den magra mannen
- 1996 – Tid att älska – John Merino
- 1996 – Independence Day – försvarsminister Albert Nimziki
- 1997 – The Game – Jim Feingold
- 1999 – The Talented Mr. Ripley – Herbert Greenleaf
- 2000 – Rocky och Bullwinkle på äventyr – president Signoff
- 2000 – Släkten är värst – Dr. Larry Banks
- 2002 – Far from Heaven – doktor Bowman
- 2003 – Åter till Cold Mountain – doktorn
- 2009 – The Box – Norm Cahill
- 2011–2013 – Homeland (TV-serie) – Frank Mathison
- 2012 – Coma (TV-serie)